# Найзаможніші люди України 2007

## Версія журналу Wprost[1][2]
Польський журнал Wprost у вересні 2007 уклав свій черговий щорічний рейтинг найбагатших людей Центральної і Східної Європи.

### Цікаві факти
- Кількість мільярдерів в Україні за версією журналу за рік збільшилася на 9 до 24 осіб.
- Україна друга, після Росії, за кількістю людей, що потрапили до списку найзаможніших Центральної та Східної Європи. Третє місце за кількістю посіли поляки (15).
- Перше місце серед українців посів Рінат Ахметов ($18,7 млрд, 4-е місце в загальному рейтингу), друге — Ігор Коломойський ($8,9млрд., у рейтингу — 14-й), третє — Віктор Пінчук ($7,5 млрд, 17-е місце), четверте — Сергій Тарута ($5,2 млрд, 21-е), п'яте — Дмитро Фірташ ($3,4 млрд, 27-е).
- Однією з причин зростання кількості мільйонерів в Україні названо збільшення вартості українських акцій у попередні роки. Так, у 2005 році відбулися великі продажі держвласності — заводу «Криворіжсталь» та банку «Аваль», що вплинуло на оцінку вартості й інших компаній у цих сферах. Крім того, мільярдери легалізують свої статки, що дає інформацію для офіційних джерел.

### Рейтинг Wprost
| №   | Ім'я                   | $ млн у 2007 | Місце у 2007 | $ млн у 2006 | Місце у 2006 |
| 1.  | Рінат Ахметов          | 18 700       | 4            | 7 200        | 11           |
| 2.  | Ігор Коломойський      | 8 900        | 14           | 6 300        | 13           |
| 3.  | Віктор Пінчук          | 7 500        | 17           | 3 500        | 18           |
| 4.  | Сергій Тарута          | 5 200        | 21           | 3 100        | 22           |
| 5.  | Дмитро Фірташ          | 3 400        | 27           | 2 400        | 27           |
| 6.  | Констянтин Жеваго      | 3 100        | 28           | 1 400        | 40           |
| 7.  | Володимир Бойко        | 2 300        | 36           | 1 600        | 35           |
| 8.  | Володимир Матвієнко    | 2 000        | 41           | 1 250        | 45           |
| 9.  | Едуард Шифрін          | 1 700        | 47           | 1 650        | 33           |
| 10. | Таріел Васадзе         | 1 700        | 48           | —            | -            |
| 11. | Віктор Нусенкіс        | 1 200        | 60           | 450          | 92           |
| 12. | Олександр Ярославський | 1 200        | 61           | 1 300        | 43           |
| 13. | Сергій Буряк           | 1 200        | 63           | 650          | 74           |
| 14. | Сергій Тігіпко         | 1 100        | 66           | —            | -            |
| 15. | Валерій Хорошковський  | 1 100        | 68           | —            | -            |
| 16. | Василь Хмельницький    | 950          | 74           | 650          | 75           |
| 17. | Леонід Юрушев          | 900          | 76           | —            | -            |
| 18. | Федір Шпиг             | 850          | 79           | 650          | 77           |
| 19. | Юрій Косюк             | 800          | 84           | —            | -            |
| 20. | Андрій Клюєв           | 800          | 85           | —            | -            |
| 21. | Петро Порошенко        | 750          | 86           | 500          | 85           |
| 22. | Андрій Іванов          | 700          | 89           | —            | -            |
| 23. | Георгій Скудар         | 650          | 90           | —            | -            |
| 24. | Борис Колесніков       | 650          | 91           | —            | -            |

## Версія ЖурналуForbes[4][5]
Американський діловий журнал «Форбс» в березні оприлюднив свій щорічний список мільярдерів. У списку супербагатіїв «Форбса» є сім громадян України, що на чотири більше ніж торік. Рінат Ахметом посів 214 місце у рейтингу зі статками у $ 4.0 млрд. Віктор Пінчук з 2.8 мільярдами посів у рейтингу 323 місце. Далі йдуть Віталій Гайдук, Сергій Тарута, Геннадій Боголюбов, Ігор Коломойський. Замикає список - Констянтин Жеваго.

### Рейтинг Forbes
| №   | Ім'я               | Сфера інтересів             | $ млн у 2007 | $ млн у 2006 | Основні активи, держпосада протягом року |
| 214 | Рінат Ахметов      | металургія, диверсифіковано | 4 000        | 1 700        | ФПГ СКМ, Нардеп від ПР                   |
| 323 | Віктор Пінчук      | металургія, диверсифіковано | 2 800        | 1 200        | ФПГ EastOne                              |
| 488 | Сергій Тарута      | металургія, диверсифіковано | 2 000        | 1 200        | ФПГ ІСД                                  |
| 488 | Віталій Гайдук     | металургія, диверсифіковано | 2 000        | -            | ФПГ ІСД                                  |
| 799 | Ігор Коломойський  | фінанси, диверсифіковано    | 1 200        | -            | ФПГ Приват                               |
| 799 | Геннадій Боголюбов | фінанси, диверсифіковано    | 1 200        | -            | ФПГ Приват                               |
| 891 | Костянтин Жеваго   | фінанси, диверсифіковано    | 1 000        | -            | ФПГ Фінанси та Кредит                    |

## Версія журналуФокус[8]

### Цікаві факти
Це перший рейтинг журналу Фокус, який включає 100 найзаможніших українців та/або іноземців зі значним капіталом в Україні.

### Методика оцінювання
Оцінювалися тільки видимі активи компаній на підставі офіційних даних, публічної інформації, консультацій з експертами і даних, наданих самими власниками оцінювалися вартість компаній, якими володіє учасник рейтингу, нерухомість, а також доходи / витрати фігурантів рейтингу від реалізації / на покупку активів за звітний період (березень 2006 р. – лютий 2007 р. включно) нерухомість оцінювалася виходячи із середньої ціни за квадратний метр в містах України; при цьому враховувалося її призначення і розташування; якщо у власності учасника рейтингу знаходяться житлові комплекси, оцінювалися тільки реалізовані і здані в експлуатацію об’єкти якщо власність розподілена між членами сім’ї, оцінювалася загальна вартість активів якщо учасники рейтингу належать до однієї групи з розмитою структурою власності, оцінка проводилася виходячи з аналізу прямої участі в ключовому активі групи всі публічні компанії оцінювалися за їх ринковою капіталізацією; оцінка непублічних компаній проводилася порівняльним методом, з використанням компаній-аналогів, акції яких торгуються на фондових біржах Східної Європи та Азії, з урахуванням обсягу продажів, прибутку, власного капіталу для публічних компаній як оцінка бралася їхня капіталізація станом на 15 березня 2007 оцінка зарубіжних активів проводилася тільки при наявності достатньої та достовірної інформації; оцінка будівельних компаній проводилася виходячи з вартості реалізованих об’єктів, що знаходяться в їх власності; банки оцінювалися на підставі власного капіталу з урахуванням якості фінансової установи враховувалися завершені угоди злиття та поглинання; якщо сума угоди не оголошувалася, її оцінка проводилася експертним шляхом. Не оцінювалися активи, що знаходяться в пасивному управлінні, на які право власності чітко не простежується активи компаній, які фактично є торговими будинками в групі і виконують, по суті, посередницьку функцію особисте майно спірну власність або майно, права на яке не можна визначити однозначно.

### Рейтинг 150 найзаможніших Українців
| Місце | Ім'я                         | Компанія                                                                        | $ млн у 2007 |
| 1     | Рінат Ахметов                | SCM Group, народний депутат України від ПР                                      | 12 000       |
| 2     | Лакшмі Міттал                | «ArcelorMittal Кривий Ріг»                                                      | 4 700        |
| 3     | Віктор Пінчук                | «Інтерпайп»                                                                     | 4 400        |
| 4     | Ігор Коломойський            | Група «Приват»                                                                  | 3 300        |
| 5     | Геннадій Боголюбов           | Група «Приват»                                                                  | 3 200        |
| 6     | Віталій Гайдук               | ІСД, секретар РНБОУ                                                             | 2 300        |
| 7     | Сергій Тарута                | ІСД                                                                             | 2 300        |
| 8     | Костянтин Жеваго             | Група "Фінанси і кредит", народний депутат України від БЮТу                     | 1 700        |
| 9     | Дмитро Фірташ                | "РосУкрЕнерго"                                                                  | 1 400        |
| 10    | Володимир Бойко              | МММ ім. Ілліча, народний депутат України від СПУ                                | 1 300        |
| 11    | Володимир Матвієнко          | Промінвестбанк                                                                  | 995          |
| 12    | Алєкс Шнайдер                | Midland Group                                                                   | 950          |
| 13    | Леонід Юрушев                | Банк "Форум", Кременчуцький сталеливарний завод                                 | 940          |
| 14    | Юрій Косюк                   | Миронівський хлібопродукт                                                       | 930          |
| 15    | Костянтин Григоришин         | Радник представництва швейцарського АТ "Група" Енергетичний стандарт " в Росії  | 908          |
| 16    | Едуард Шифрін                | Запоріжсталь, Midland Group                                                     | 850          |
| 17    | Сергій Тігіпко               | ТАС                                                                             | 780          |
| 18    | Петро Порошенко              | Укрпромінвест, народний депутат України від НУ-НСу                              | 756          |
| 19    | Григорій та Ігор Суркіс      | ФФУ та ФК "Динамо" Київ "                                                       | 730          |
| 20    | Олександр Ярославський       | УкрСиббанк, Харківський тракторний завод, Черкаський "Азот"                     | 725          |
| 21    | Таріел Васадзе               | УкрАвто, народний депутат України від БЮТу                                      | 720          |
| 22    | Олексій Мартинов             | Група «Приват»                                                                  | 700          |
| 23    | Валерій Хорошковський        | Медіагрупа «Інтер», Перший заступник секретаря РНБОУ                            | 690          |
| 24    | Федір Шпиг                   | Банк Аваль, Банк Престиж, народний депутат України від НУ-НСу                   | 687          |
| 25    | Вадим Новінський             | Смарт-Груп                                                                      | 650          |
| 26    | Василь Хмельницький          | Київська інвестиційна група, народний депутат України від БЮТу                  | 630          |
| 27    | Андрій Іванов                | Київська інвестиційна група, депутат Київської міської ради від групи "Єдність" | 580          |
| 28    | Роман Лунін                  | "Квіза-Трейд"                                                                   | 575          |
| 29    | Олександр Слободян           | ЗАТ Оболонь                                                                     | 560          |
| 30    | Олександр та Сергій Буряки   | «Брокбізнесбанк», народні депутати України від БЮТу                             | 550          |
| 31    | Андрій Охлопков              | "Союз-Віктан"                                                                   | 540          |
| 32    | Микола Толмачов              | "ТММ"                                                                           | 525          |
| 33    | Геннадій Васильєв            | Концерн "Енерго"                                                                | 523          |
| 34    | Леонід Байсаров              | ВАТ "Шахта Червоноармійська-Західна № 1"                                        | 523          |
| 35    | Віктор Нусенкіс              | Концерн "Енерго"                                                                | 523          |
| 36    | Олександр Бабаков            | VS Energy, депутат Держдуми РФ                                                  | 520          |
| 37    | Олег Мкртчян                 | ІСД                                                                             | 510          |
| 38    | Ігор Баленко                 | Фуршет                                                                          | 507          |
| 39    | Георгій Скудар               | Новокраматорський машинобудівний завод, народний депутат України від ПР         | 504          |
| 40    | Андрій та Сергій Клюєви      | "Укрпідшипник", віце прем'єр-міністр України та народний депутат України від ПР | 470          |
| 41    | Сергій Лагур                 | ТОВ "Європа-ІІ", Банк "Надра"                                                   | 465          |
| 42    | Ігор Єремєєв                 | група "Контініум"                                                               | 460          |
| 43    | Ігор Гіленко                 | Банк "Надра"                                                                    | 430          |
| 44    | Петро Димінський             | ФК "Карпати"                                                                    | 400          |
| 45    | Ернест Галієв                | УкрСиббанк, Харківський тракторний завод, Черкаський "Азот"                     | 395          |
| 46    | Олександр Деркач             | Банк Аваль, Банк Престиж                                                        | 380          |
| 47    | Віктор Медведчук             | СДПУ (о), прихвостень Володимира Путіна                                         | 367          |
| 48    | Нвер Мхітарян                | Познякижитлбуд                                                                  | 347          |
| 49    | Віталій Антонов              | Універсальна інвестиційна група                                                 | 345          |
| 50    | Лев Парцхаладзе              | Компанія "XXI Століття"                                                         | 341          |
| 51    | Сергій Максимов              | VAB Group                                                                       | 340          |
| 52    | Микола Янковський            | Концерн "Стірол", народний депутат України від ПР                               | 335          |
| 53    | Євген Сігал                  | ЗАТ "Комплекс Агромакс", народний депутат України від БЮТу                      | 332          |
| 54    | Володимир та Андрій Колодюки | AVentures Group, голова партії "Інформаційна Україна"                           | 325          |
| 55    | Ігор Дворецький              | Запоріжсталь, Індустріалбанк                                                    | 320          |
| 56    | Сергій Бубка                 | Родовід Банк                                                                    | 315          |
| 57    | Валентин Ландік              | Група Nord                                                                      | 314          |
| 58    | Володимир Костельман         | Fozzy Group                                                                     | 305          |
| 59    | Арсен Аваков                 | Голова Харківської обласної адміністрації                                       | 300          |
| 60    | Василь Горбаль               | Укргазбанк, народний депутат України від ПР                                     | 291          |
| 61    | Леонід Клімов                | Імексбанк, народний депутат України від ПР                                      | 289          |
| 62    | Андрій Веревський            | Кернел Груп, народний депутат України від БЮТ                                   | 285          |
| 63    | Яків Грибов                  | Nemiroff                                                                        | 280          |
| 64    | Леонід Черновецький,         | Концерн "Правекс", мер Києва                                                    | 275          |
| 65    | Олександр Роднянський        | Телеканал 1 +1, Телехолдинг CTC Media                                           | 260          |
| 66    | Віктор Тополов               | Комплекс "Київ-Донбас"                                                          | 243          |
| 67    | Марк Беккер                  | Банк Південній                                                                  | 230          |
| 68    | Ігор Беззуб                  | ТОВ "Сандора"                                                                   | 225          |
| 69    | Раймонд Туменас              | ТОВ "Сандора"                                                                   | 225          |
| 70    | Олександр Фельдман           | АТ "АВЕК і Ко", народний депутат України від БЮТ                                | 224          |
| 71    | Євген Черняк                 | ТОВ "Торговий дім Мегаполіс"                                                    | 223          |
| 72    | Борис Колєсніков             | Донецька федерація футболу, народний депутат України від ПР                     | 220          |
| 73    | Давид Жванія                 | Брінкфорд, народний депутат України від НУ-НСу                                  | 215          |
| 74    | Олександр Мартинов           | Група Rainford                                                                  | 214          |
| 75    | Віталій Цехмістренко         | Група Райз                                                                      | 207          |
| 76    | Олександр Лойфенфельд        | Банк Синтез                                                                     | 195          |
| 77    | Володимир Авраменко          | ЗАТ "АВК"                                                                       | 190          |
| 78    | Денис Горбуненко             | Родовід Банк                                                                    | 182          |
| 79    | Олег Боярин                  | Атол Холдинг , Єврокар                                                          | 180          |
| 80    | Іван Куровський              | ЖитлоБуд, народний депутат України від БЮТу                                     | 175          |
| 81    | Дмитро Мішалов               | Група компаній "Майстер"                                                        | 170          |
| 82    | Володимир Школьник           | Бізнес-центр "Форум, Фуршет                                                     | 168          |
| 83    | Вадим Єрмолаєв               | ТПК "Алеф"                                                                      | 165          |
| 84    | Вадим Гриб                   | Група "ТЕКТ"                                                                    | 160          |
| 85    | Володимир Трофименко         | Компанія "НЕСТ"                                                                 | 157          |
| 86    | Філя Жебровська              | ВАТ "Фармак"                                                                    | 155          |
| 87    | Олександр Меламуд            | "Альфа-Нафта"                                                                   | 150          |
| 88    | Анатолій Юркевич             | АТ "Банкомзв'язок"                                                              | 145          |
| 89    | Вагіф Алієв                  | ЗАТ "Мандарин-Плаза"                                                            | 140          |
| 90    | Ігор Гуменюк                 | ЗАТ "АРС", народний депутат України від ПР                                      | 131          |
| 91    | Володимир Вагоровський       | Група "Амстор"                                                                  | 129          |
| 92    | Мстислав Скоробогатов        | "Метроград", готелі "Русь" та "Либідь"                                          | 125          |
| 93    | Віктор Видренко              | СКФ "Граніт"                                                                    | 124          |
| 94    | Анатолій Гіршфельд           | АТ "Українська промислова енергетична компанія"                                 | 123          |
| 95    | Борис Кауфман                | ЗАТ "1-й Лікеро-горілчаний завод", Корпорація "Оверлайн"                        | 122          |
| 96    | Олександр Кардаков           | Корпорація "Інком", Датагруп                                                    | 113          |
| 97    | Борис Фуксман                | Телеканал 1 +1                                                                  | 110          |
| 98    | В'ячеслав Богуслаєв          | ВАТ "Мотор Січ"                                                                 | 106          |
| 99    | Володимир Костерін           | Телеканал "Тоніс", "Трансбанк"                                                  | 105          |
| 100   | Андрій Задорожний            | Мережа ресторанів "Козирна Карта"                                               | 100          |

## Версія ЖурналуКорреспондент[9][10][11]

### Цікаві факти
- Це вже другий список Кореспондента, який було опубліковано 26 травня 2007 року. Обрахунок найзаможніших українців ведеться журналом Кореспондент з 2006 року; тоді він складався з 30 дійових осіб, а вже у 2007-му з 50ти.

### Методика оцінювання
Щорічний рейтинг Корреспондента лягає в основу інших оцінок статків найбагатших українців. Розрахунки для журналу проводять фінансові фахівці інвестиційної компанії Dragon Capital згідно із затвердженою в ній системою оцінки активів на основі ринкової капіталізації підприємств та методу порівняльних оцінок. Корреспондент також зв'язується з кожним потенційним кандидатом на потрапляння до рейтингу для уточнення списку його активів.

### Рейтинг 50 найзаможніших Українців
| #  | Ім'я                        | $ млн у 2007 | $ млн у 2006 | Сфера діяльності | Основні активи, держпосада |
| 1  | Рінат Ахметов               | 15 600       |              |                  |                            |
| 2  | Віктор Пінчук               | 7 000        |              |                  |                            |
| 3  | Ігор Коломойський           | 3 820        |              |                  |                            |
| 4  | Геннадій Боголюбов          | 3 350        |              |                  |                            |
| 5  | Костянтин Жеваго            | 2 700        |              |                  |                            |
| 6  | Володимир Бойко             | 2 400        |              |                  |                            |
| 7  | Дмитро Фірташ               | 2 000        |              |                  |                            |
| 8  | Володимир Матвієнко         | 1 950        |              |                  |                            |
| 9  | Олексій Мартинов            | 1 910        |              |                  |                            |
| 10 | Сергій Тарута               | 1 790        |              |                  |                            |
| 11 | Віталій Гайдук              | 1 800        |              |                  |                            |
| 12 | Олександр Ярославський      | 1 300        |              |                  |                            |
| 13 | Віктор Нусенкіс             | 1 100        |              |                  |                            |
| 14 | Таріел Васадзе              | 1 000        |              |                  |                            |
| 15 | Сергій Тігіпко              | 992          |              |                  |                            |
| 16 | Юрій Косюк                  | 893          |              |                  |                            |
| 17 | Валерій Хорошковський       | 817          |              |                  |                            |
| 18 | Василь Хмельницький         | 814          |              |                  |                            |
| 19 | Євген Черняк                | 667          |              |                  |                            |
| 20 | Сергій і Олександр Буряки   | 703          |              |                  |                            |
| 21 | Василь Горбаль              | 576          |              |                  |                            |
| 22 | Андрій і Володимир Колодюки | 547          |              |                  |                            |
| 23 | Леонід Байсаров             | 527          |              |                  |                            |
| 24 | Геннадій Васильєв           | 527          |              |                  |                            |
| 25 | Петро Порошенко             | 504          |              |                  |                            |
| 26 | Андрій Охлопков             | 500          |              |                  |                            |
| 27 | Сергій Лагур                | 500          |              |                  |                            |
| 28 | Роман Лунін                 | 473          |              |                  |                            |
| 29 | Ігор Гіленко                | 466          |              |                  |                            |
| 30 | Андрій і Сергій Клюєв       | 456          |              |                  |                            |
| 31 | Микола Янковський           | 449          |              |                  |                            |
| 32 | Ернест Галієв               | 440          |              |                  |                            |
| 33 | Ігор Єремєєв                | 410          |              |                  |                            |
| 34 | Андрій Іванов               | 407          |              |                  |                            |
| 35 | Леонід Черновецький         | 404          |              |                  |                            |
| 36 | Євген Сігал                 | 395          |              |                  |                            |
| 37 | Лев Парцхаладзе             | 376          |              |                  |                            |
| 38 | Олександр Кардаков          | 356          |              |                  |                            |
| 40 | Володимир Костельман        | 312          |              |                  |                            |
| 41 | Едуард Шифрін               | 636          |              |                  |                            |
| 42 | Олександр Роднянський       | 301          |              |                  |                            |
| 43 | Ігор Баленко                | 291          |              |                  |                            |
| 44 | Леонід Клімов               | 285          |              |                  |                            |
| 45 | Володимир Авраменко         | 281          |              |                  |                            |
| 47 | Георгій Скудар              | 257          |              |                  |                            |
| 49 | Віталій Антонов             | 250          |              |                  |                            |
| 50 | Микола Толмачов             | 228          |              |                  |                            |